# Музичко позориште
Музичко позориште је облик позоришне уметности који комбинује песме (сонгове), говорни дијалог, глуму и плес. Прича и емоционални садржај дела – хумор, патос, љубав, бес – преносе се кроз ове интегрисане елементе. Иако је музичко позориште слично другим сценским формама попут опере и оперете, оно се често разликује по већем нагласку на говорном дијалогу (осим у потпуно компонованим мјузиклима), употреби различитих музичких жанрова (укључујући популарну музику) и значајној улози плеса.

## Дефиниција и елементи
Музичко позориште представља синтезу више уметничких дисциплина. Кључни елементи који чине једно дело музичког позоришта су:
- Либрето (или "књига" мјузикла): Наративна структура представе, укључујући говорне дијалоге и синопсис сцена. Писац либрета назива се либретиста.
- Музика (партитура): Инструменталне и вокалне композиције које чине музичку подлогу представе. Компонује је композитор.
- Сонгови (песме): Песме са текстом које изводе ликови, а које служе за изражавање емоција, развој карактера или покретање радње. Текстове песама пише текстописац (лирик).
- Плес: Плесне нумере су често важан део музичког позоришта, доприносећи нарацији, атмосфери или чистом спектаклу. Креира их кореограф.
- Глума: Извођачи морају да комбинују певачке, плесне и глумачке вештине.
- Сценски елементи: Сценографија, костим, светло и звук доприносе укупном доживљају представе.

За разлику од опере, где је музика доминантно средство изражавања и певање преовлађује, у музичком позоришту (посебно у форми мјузикла) говорни дијалог често има подједнаку или веома значајну улогу.

## Историјски развој (кратак преглед)
Корени музичког позоришта сежу далеко у прошлост, од античких грчких драма које су укључивале музику и плес, преко средњовековних мистерија и моралитета са музичким нумерама.
Модерно музичко позориште развило се из различитих извора:
- Опера и комична опера (XVIII и XIX век).
- Оперета: Лагана, сентиментална и често хумористична форма са говорним дијалозима и песмама, популарна у Бечу (Јохан Штраус Млађи) и Паризу (Жак Офенбах) током XIX века.[3]
- Водвиљ, мјузикхол (Уједињено Краљевство) и бурлеска (САД): Популарне забавне форме XIX и почетка XX века које су комбиновале песму, плес, скечеве и друге тачке.

Првим правим мјузиклом често се сматра америчка представа The Black Crook (1866), која је случајно спојила мелодраму са балетском трупом. Током прве половине XX века, Бродвеј у Њујорку и Вест Енд у Лондону постају центри развоја мјузикла, са композиторима попут Џорџа Гершвина, Џерома Керна, Кола Портера и Ирвинга Берлина.
"Златно доба" Бродвеја (отприлике 1940-их до 1960-их) обележила су дела ауторских тимова као што су Роџерс и Хамерштајн (Oklahoma!, Моје песме, моји снови), Лоу и Лернер (Моја лепа госпођице). Касније се јављају рок мјузикли (Коса, Jesus Christ Superstar), концепт мјузикли (Стивена Сондхајма) и велики спектакли (мега-мјузикли Ендруа Лојда Вебера попут Мачке и Фантом из Опере).

## Врсте и жанрови музичког позоришта
Постоји велики број врста и жанрова унутар музичког позоришта:
- Оперета: Сматра се претечом мјузикла.
- Мјузикл: Најпознатија форма, са поджанровима:
  - Book musical: Традиционални мјузикл са јасном наративном линијом где су песме и плес интегрисани у радњу.
  - Concept musical: Мјузикл где је концепт, тема или метафора важнија од традиционалне приче.
  - Рок опера и рок мјузикл: Користе рок музику као основу.
  - Џубокс мјузикл: Користи већ постојеће песме познатог извођача или групе, око којих се гради прича.
- Ревија: Низ музичких, плесних и скеч нумера повезаних лабавом темом или без ње.
- Кабаре: Интимнија форма са песмом, сатиром, често друштвено ангажована.

## Кључни ствараоци
У стварању дела музичког позоришта учествује тим аутора:
- Композитор: Пише музику.
- Текстописац (лирик): Пише текстове песама.
- Либретиста: Пише либрето, односно дијалоге и наративни оквир.
- Редитељ: Даје уметничку визију и води целокупан процес.
- Кореограф: Осмишљава плесне нумере.
- Музички директор: Одговоран за музичку припрему и извођење, често диригује оркестром.
- Сценограф, костимограф, дизајнер светла и дизајнер звука.

## Музичко позориште у Србији
У Србији, музичко позориште има дугу традицију, пре свега кроз извођење оперета. Централна институција за музичко позориште (мјузикле и оперете) је Позориште на Теразијама у Београду, основано 1949. године. Ово позориште је на свој репертоар поставило бројне светске хитове (нпр. Чикаго, Цигани лете у небо, Бриљантин, Продуценти, Mamma Mia!, Фантом из Опере), али и домаће мјузикле (нпр. Неки то воле вруће, Главоч (наставак Зоне Замфирове)).
Мјузикли се изводе и на другим сценама, попут Народног позоришта у Београду и Опере и театра Мадленијанум. Такође, Српско народно позориште у Новом Саду има традицију извођења оперета и мјузикала.

## Значај
Музичко позориште је један од најпопуларнијих облика сценске уметности широм света. Оно комбинује забаву са уметничким изразом, често обрађујући широк спектар тема, од лаких и хумористичких до озбиљних и друштвено ангажованих. Има значајан утицај на популарну културу, а многе песме из мјузикала постале су светски хитови.